# 夏普斯堡鎮區 (北卡羅萊納州艾爾代爾縣)
夏普斯堡鎮區（英語：Sharpesburg Township）是位於美國北卡羅萊納州艾爾代爾縣的一個鎮區。

## 地方資料
夏普斯堡鎮區的面積為90.39平方千米，皆為陸地。根據2020年美國人口普查的數據，當地共有人口2545人，而人口密度為每平方千米28.16人。